# Hisako Ōishi
Hisako Ōishi (26 de agosto de 1936 - 4 de enero de 2012) fue una política japonesa del Partido Democrático de Japón, miembro de la Cámara de Consejeros en la Dieta de Japón.
Nació en Etajima, Hiroshima. Creció en Kamakura (Kanagawa) y se graduó de la Universidad Nacional de Kanagawa. Se desempeñó en la Asamblea de la Prefectura de Kanagawa durante cinco períodos desde 1971 y en la Cámara de representantes durante dos períodos desde 2000. Después de eso, hizo una carrera sin éxito en la Cámara de Consejeros en 2005 y otra en 2007. El 28 de diciembre de 2007 tomó el asiento que dejó vacante Takashi Yamamoto cuando murió.
Fue la nieta de Akiyama Saneyuki, un vicealmirante de la Armada Imperial Japonesa.